# Reino Unido en los Juegos Olímpicos de Los Ángeles 2028
El Reino Unido participará en los Juegos Olímpicos de Los Ángeles 2028. Responsable del equipo olímpico es la Asociación Olímpica Británica, así como las federaciones deportivas nacionales de cada deporte con participación.